# جوزپ بورل
جوزپ بورل فونتِلس (به انگلیسی: Josep Borrell Fontelles) (به کاتالان:  [ʒuˈzɛb buˈreʎ i funˈteʎəs]؛ زادهٔ ۲۴ آوریل ۱۹۴۷) سیاستمدار چپگرا اهل اسپانیا و مسئول سیاست خارجی اتحادیه اروپا است.
وی همچنین سابقه وزارت امور خارجه، اتحادیه اروپا و همکاری اسپانیا را در کارنامه دارد. بورل در سال‌های ۱۹۹۱ تا ۱۹۹۶ وزیر امور عمومی و محیط زیست اسپانیا، از ۱۹۹۳ تا ۲۰۰۴ عضو مجلس نمایندگان اسپانیا و از ۲۰۰۴ تا ۲۰۰۷ رئیس پارلمان اروپا بوده‌است. وی در اکتبر ۲۰۱۹ با رای پارلمان اروپا به عنوان نماینده عالی اتحادیه اروپا در سیاست خارجی و امور امنیتی انتخاب شد و در دسامبر همان سال رسماً مسئولیت را به عهده‌گرفت.پس او کایا کالاس در سال ۲۰۲۴ عهده دار این مسئولیت شد.

## زندگی
پدر جوسپ بورل یک نانوا بود. جوسپ بورل دانشجوی نخبه دانشگاه پلی‌تکنیک مادرید، دانشگاه کمپلوتنسه مادرید، دانشگاه استنفورد، و موسسه نفت فرانسه تحصیل کرد. جوسپ بورل در دوران دانشجویی مانند بسیاری از دانشجویان چپگرای اروپایی به اسرائیل رفت تا در کشتزارهای تعاونی (کیبوتص) کار کند. در اسرائیل با همسر نخست خود که از یهودیان فرانسه بود آشنا شد و ازدواج کرد.

## سیاست
در دهه ۱۹۸۰ (میلادی) با روی کار آمدن سوسیالیست‌ها جوسپ بورل به وزارت رسید. بورل در دولت‌های مختلف کار کرد و بعدها به ریاست پارلمان اروپا رسید.
پس از پایان دوره ریاست بر پارلمان اروپا در سال ۲۰۰۷ (میلادی) جوزپ بورل وارد بخش خصوصی شد و کار خود را بر انرژی‌های جایگزین متمرکز کرد. با به راه افتادن حرکت استقلال‌طلبانه در کاتالونیا برای مخالفت با این استقلال‌طلبی به سیاست بازگشت و به وزارت امور خارجه اسپانیا رسید. جوسپ بورل که خود، زاده کاتالونیا است مخالف استقلال کاتالونیا موضع گرفت و حتی پس از همه‌پرسی استقلال کاتالونیا (۲۰۱۷) از بازداشت فعالان اصلی جنبش استقلال‌طلبی مانند کارلس پوجدمون پشتیبانی کرد.
در اکتبر ۲۰۱۹ پس از آنکه پارلمان اروپا به جوسپ بورل برای تصدی نماینده عالی اتحادیه اروپا در سیاست خارجی و امور امنیتی رای داد او در سخنرانی در این پارلمان گفت که بیشتر توانش را بر خاور اروپا متمرکز می‌کند. جوزپ بورل گفت که تحریم روسیه باید ادامه یابد تا روسیه سیاستش را در اوکراین در شبه‌جزیره کریمه عوض کند.

## واکنش نسبت به کشتار و سرکوب اعتراضات ۱۳۹۸ ایران
روز یکشنبه ۸ دسامبر ۲۰۱۹ جوزپ بورل، مسئول سیاست خارجی اتحادیه اروپا، طی بیانیه‌ای حکومت ایران را برای استفاده از قهر و زور علیه تظاهرات مسالمت‌آمیز مردم معترض محکوم کرد و از مقامات حکومت ایران خواست تا تحقیقات شفاف و موثقی را پیرامون آمار کشته‌ها، زخمی‌ها و دستگیرشدگان ارائه دهند. برخلاف خواست اتحادیه اروپا مبنی بر خویشتنداری از حکومت ایران، شواهدی وجود دارد که نیروهای امنیتی پاسخ‌های نامتناسبی به مردم معترض داده‌اند که باعث کشته و زخمی شدن آمار بالای از آنها شده‌است. وی ادامه می‌دهد، این شدت عمل نامتناسب و گسترده با مردم معترض برای اتحادیه اروپا و کشورهای عضو پذیرفتنی نیست. وی در این بیانیه خواستار آزادی فوری زندانیان و بازداشت‌شدگان شده‌است و با اشاره به قطع اینترنت در ایران در طول اعتراضات، به حکومت ایران خاطرنشان کرده‌است تا بر تعهداتش در قبال کنوانسیون بین‌المللی حقوق سیاسی و مدنی پایبند باشد.

## دیدگاه دربارهٔ جهان
در ۱۳ اکتبر ۲۰۲۲ او هنگام سخنرانی در مراسم افتتاحیه آکادمی دیپلماتیک اروپا در بروژ، بلژیک، اظهارات متعصبانه ای بیان کرد: 
اروپا یک باغ است. ما این باغ را ساخته‌ایم. شما خوب می‌دانید که باقی جهان دقیقاً باغ نیست. اکثریت مابقی جهان جنگل است و جنگل می‌تواند به باغ حمله کند و باغبانان باغ، باید مراقب باشند. … جنگل دارای ظرفیت رشد قوی است و دیوارها هرگز به اندازه کافی برای محافظت از باغ کافی نیستند. باغبانان باید بروند به جنگل و…

## گزارش تیم تحقیقات و شناسایی سازمان منع سلاح‌های شیمیایی OPCW
در ۹ آوریل ۲۰۲۰ جوزپ بورل به نمایندگی از اتحادیه اروپا بیانیه خود را از انتشار اولین گزارش تیم تحقیقات و شناسایی به شورای اجرایی سازمان منع سلاح‌های شیمیایی OPCW و به دبیرکل ملل متحد در تاریخ هشتم آوریل ۲۰۲۰ صادر کرد و از آن استقبال نمود. در این بیانیه تصریح شده ما از یافته‌های این گزارش کاملاً حمایت می‌کنیم و از  نتیجه‌گیری‌های آن شدیداً نگران هستیم. اتحادیه اروپا استفاده از جنگ‌افزار شیمیایی توسط نیروی هوایی سوریه عربی آنطور که گزارش نتیجه‌گیری می‌کند، قویا محکوم می‌کند. آنهایی که مسئول استفاده از جنگ‌افزار شیمیایی شناخته می‌شوند و بایستی بخاطر این اقدامات مورد سرزنش و حسابرسی قرار بگیرند.
حسابرسی برای جلوگیری از وقوع مجدد استفاده از جنگ‌افزار شیمیایی تعیین‌کننده است. به‌کارگیری جنگ‌افزار شیمیایی توسط هر کس – چه عامل دولتی یا غیردولتی باشد – در هر جا در هر زمانی تحت هر شرایطی نقض قانون بین‌المللی به‌شمار می‌رود و می‌تواند مصداق جدی‌ترین جنایت بین‌المللی یعنی جنایت جنگی و جنایت علیه بشریت باشد.
مصونیت برای این اقدامات دهشتناک تحمل نخواهد شد. هم‌اکنون به عهده جامعه بین‌المللی است که به ترتیب مناسبی این گزارش را بررسی کرده و اقدام مناسبی اتخاذ کنند. اتحادیه اروپا بر اساس تعهد خودش به شراکت علیه مصونیت در رابطه با استفاده از جنگ‌افزار شیمیایی مصمم است تا از نقض آشکار اصل اساسی کنوانسیون جلوگیری کرده و آن را با قویترین واکنش ممکن از طرف کشورهای عضو کنوانسیون منع تسلیحات شیمیایی تضمین کند.
اتحادیه اروپا پیشتر اقدامات محدود کننده علیه مقامات بلندپایه و دانشمندان سوریه بخاطر نقش آنها در تولید و استفاده از تسلیحات شیمیایی اعمال کرده‌است و آمادگی دارد که آنطور که مناسب باشد اقدامات بیشتری را در نظر بگیرد.

## نگارخانه

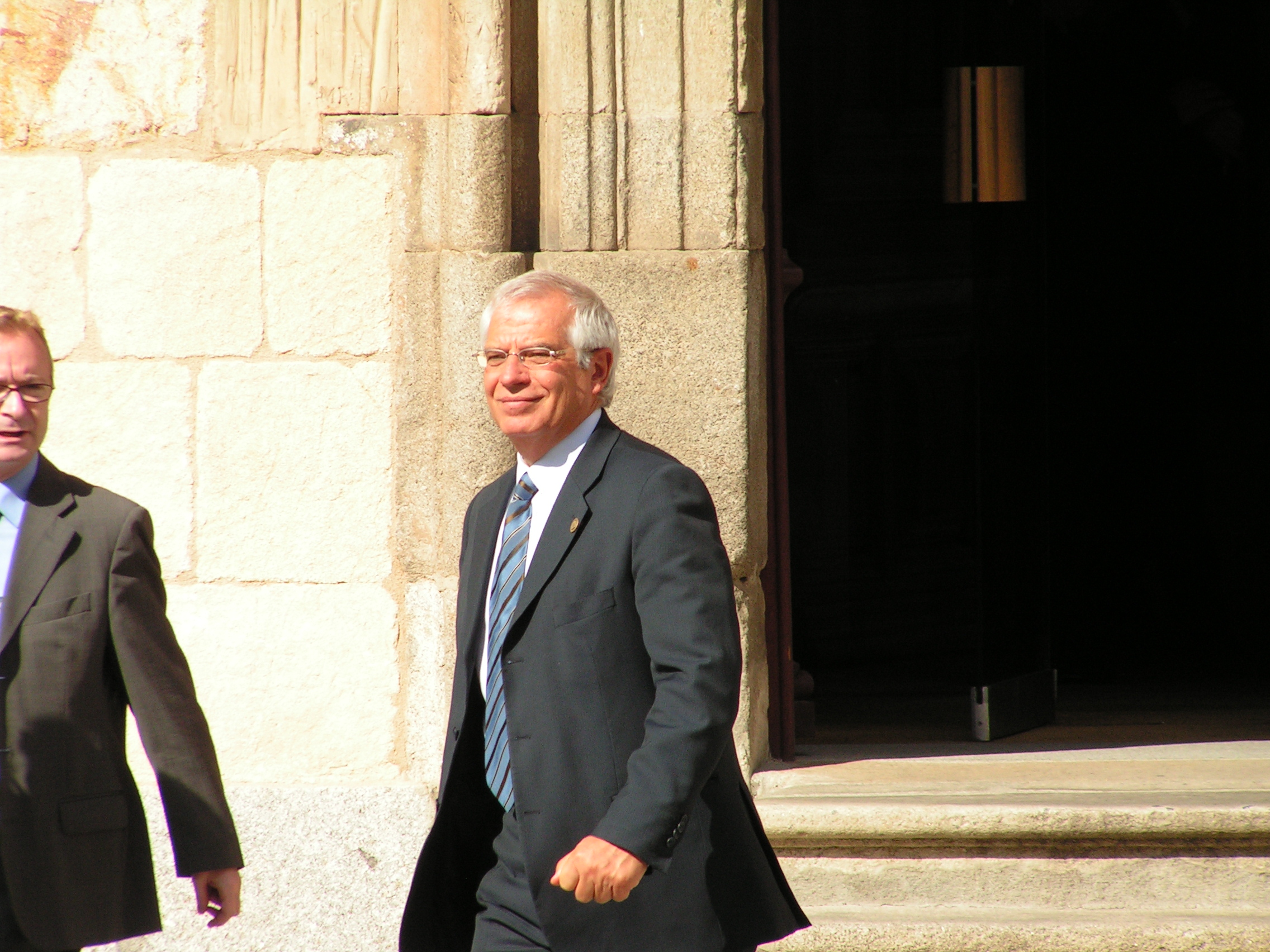
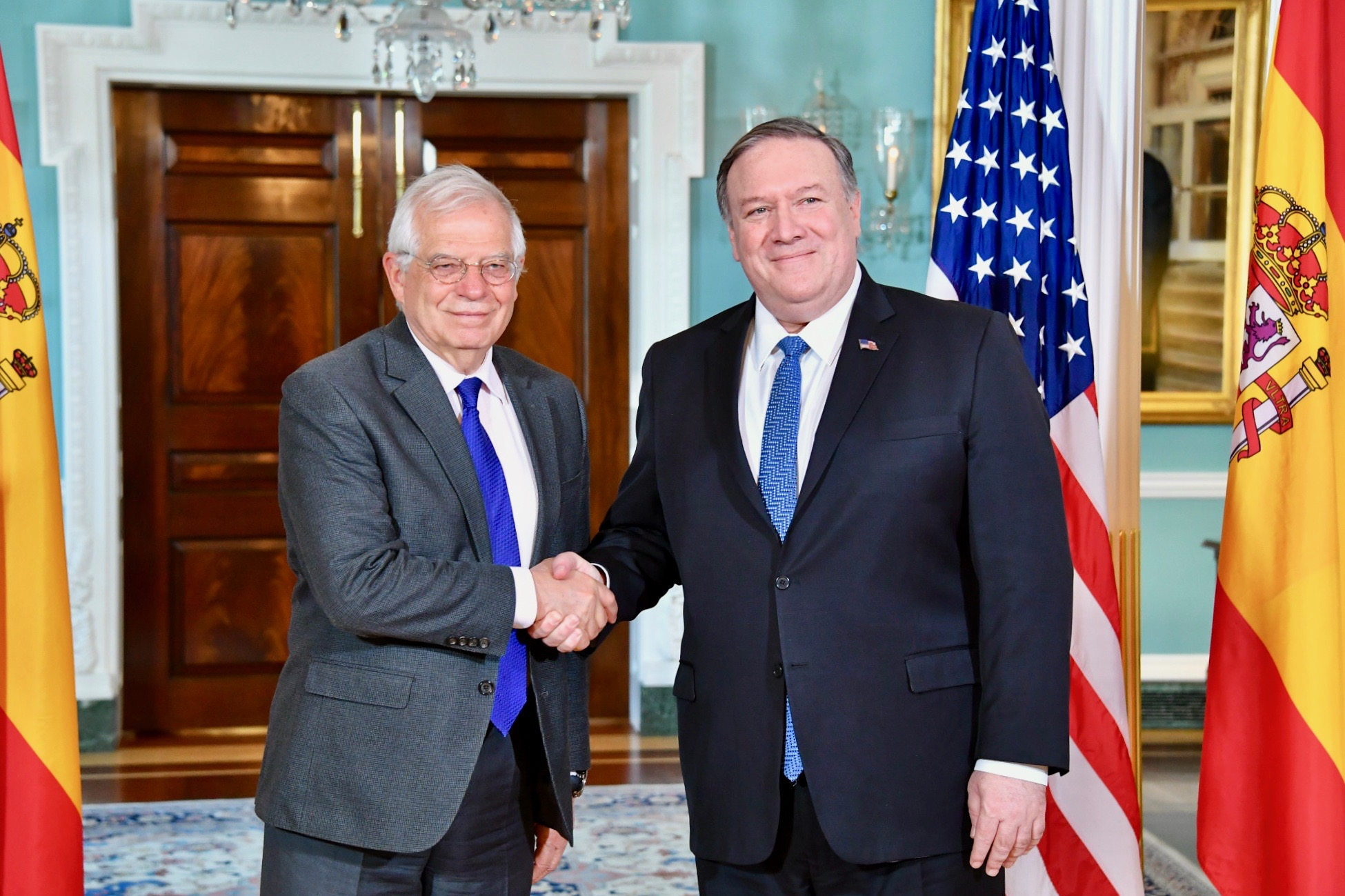
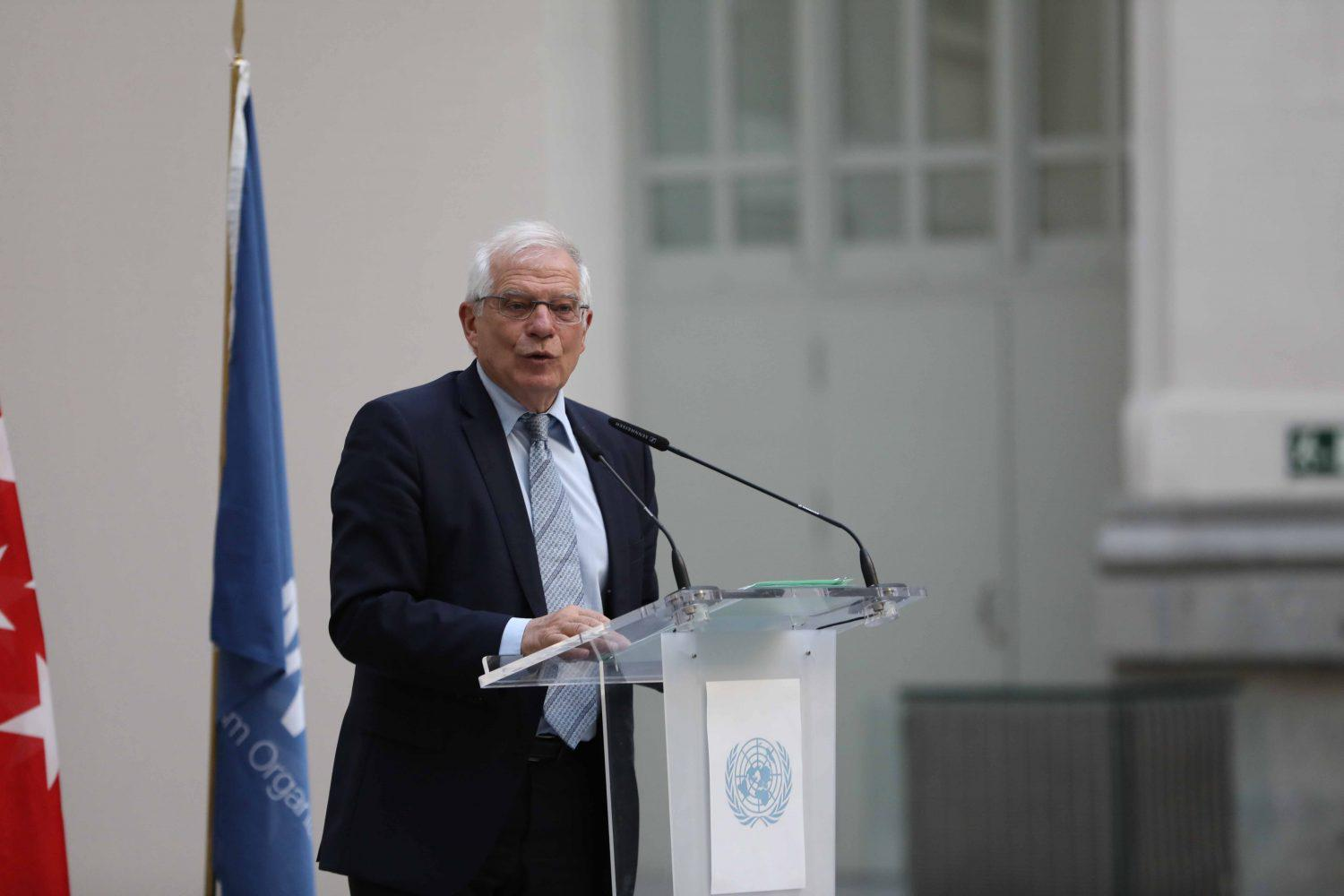